# Pelham (Alabama)
Pelham è un comune degli Stati Uniti d'America situato nella contea di Shelby dello Stato dell'Alabama.
È un sobborgo di Birmingham.